# Christian Fritsche
Christian Fritsche (geboren im 20. Jahrhundert) ist ein deutscher Behindertensportler.

## Leben
Christian Fritsche ist schwerbehindert. Trotzdem wollte er sich sportlich betätigen. Als Sportart wählte er den Schwimmsport, in dem er sich auf Kurzstrecken spezialisierte. Seine Paradedisziplin wurde des Brustschwimmen. Da er besonders im 50-m-Brustschwimmen gute Leistungen erbrachte, wurde er in die Deutsche Behinderten-Schwimmnationalmannschaft berufen. Mit dieser Mannschaft nahm er in der Startklasse SB3 bzw. S4 an den Paralympischen Sommerspielen 1996 in Atlanta teil, bei denen er im 50-m-Brustschwimmen Olympiasieger und damit Gewinner der Goldmedaille in dieser Disziplin wurde. Außerdem holte er eine Silbermedaille über 50 m Schmetterling. Bei den IPC Swimming World Championships 1998 in Christchurch holte er dreimal Gold über 50 m Brust, 50 m Schmetterling und mit der 4 × 50-m-Lagenstaffel.
Für seine Medaillenerfolge in Atlanta wurde er vom Bundespräsidenten mit dem Silbernen Lorbeerblatt ausgezeichnet.